# 李孝基 (宋朝)
李孝基，字伯始，北宋濮州鄄城（今山东鄄城县）人，李迪之孙，李柬之的儿子。
李孝基中进士高第。晏殊、富弼推荐其材。历任知汝阴县、知雍丘县。通判阆州时，阆中江水淹城，州吏多逃避，李孝基率众决水引入旁谷，州城赖以得全。通判舒州时，时舒州狱吏受贿，以非罪加平民，李孝基调查了三日，得知实情，于是治狱吏之罪。因养亲闲散十年，后判西京国子监。官至光禄卿，与父李柬之一起谢事归乡，时人与二疏（疏受、疏广）相比。后来无疾而亡。